# Foxit Reader
Foxit Reader es un lector PDF multilingüe. Tanto la versión completa, como la básica pueden descargarse gratis. Este software es notable por su corto tiempo para cargar y el tamaño pequeño de sus archivos. Ha sido favorablemente comparado con Adobe Reader. No puede leer archivos PDX. Su versión para Windows permite hacer anotaciones, convertir a texto, subrayar y dibujar en un archivo PDF.
En su última versión publicada, se destacan muchas características que han ido en aumento en cada versión, que han llegado a ser un gran competidor de Adobe Reader.

## Versiones

### Linux
Se ha lanzado una versión para Linux, disponible para su descarga en tres formatos; .deb para distribuciones basadas en Debian,.rpm para distribuciones basadas en Red Hat, y un paquete binario pre-compilado en un archivo tar.gz. El 13 de agosto de 2009, Foxit Reader versión 1.1 fue liberado para Linux pero no es compatible con algunas características que están disponibles en versiones de Windows.
Foxit Corporation, declaró que mejorará la versión de Linux con más funciones y lanzará un nuevo plan de desarrollo para Foxit Reader v1.2, en diciembre de 2009.
Aunque a la fecha (marzo de 2012) la versión más moderna disponible para descargar para Linux fue la 1.1.
En octubre de 2015 Foxit lanzó una nueva versión para Linux, agregando los paquetes en formato .run, que corren nativamente en cualquier distribución, y añaden un instalador gráfico.